# オルド・バリク

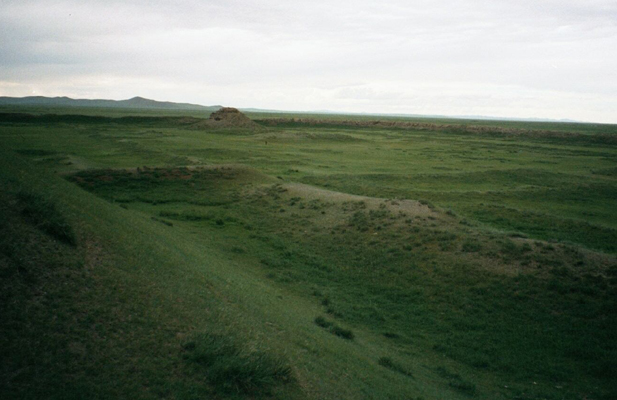
オルドゥ・バリク遺跡

オルド・バリク（オルドゥ・バリク、Ordu-Baliq）はウイグル可汗国（回鶻）の第3代君主である牟羽可汗（在位：759年 - 779年）によって建設された都城。

## 名称
当時の中国（唐）では回鶻単于城、卜古罕（ブグハン）城、窩魯朶（オルダ）城などと呼んでいた。
オルド・バリクとはイスラーム史料によるもので、「オルド」は「可汗庭（宮殿）」、「バリク」は「都城」を意味する。
13世紀の歴史家アラー・ウッディーン・ジュヴァイニーは『世界征服者の歴史』において「オルコン河畔に都市と宮殿の遺址があり、往時これをオルド・バリク（宮殿の都市）と呼び、今はマウ・バリク（悪い不幸な都市）と呼んでいる。」とあるように、13世紀ではすでに廃墟となっていた。
現在ではハル・バルガス、ハラ（カラ）・バルガスン（廃墟の都市、黒き都市）などとよばれ、その遺構が現存する。

## 歴史
ウイグル可汗国の最盛期を築いた牟羽可汗（在位：759年 - 779年）は、オルホン河西岸に先代の葛勒可汗（在位：747年 - 759年）が築いたバイ・バリクをしのぐ都城、オルド・バリクを建設する。
崇徳可汗（在位：821年 - 824年）の死後、ウイグル可汗国は内乱と天災に見まわされ、次第に衰退していった。そして、最後の㕎馺可汗（在位：839年 - 840年）とその宰相である掘羅勿（キュレビル）は、将軍の句録莫賀（キュリュグ・バガ）と黠戛斯（キルギス）軍10万騎の侵攻を受けて殺害され、回鶻城（オルド・バリク）も破壊された。

## 規模
中心に位置する内城址は東西に長い長方形で、四隅の高い地点で測るとだいたい420×335メートルであり、城壁の高さは7メートル前後、東南部の突出部分は12～13メートルになる。周囲を囲む外城は5km×5kmで、城壁の高さは10メートル前後、城壁の厚さが7～10メートル程である。また、城内で発見された軒丸瓦の文様は唐代に典型的な蓮華文であり、中国人職人の関与が想定される。

## 参考資料
- 『旧唐書』（列伝第一百四十五 迴紇）
- 『新唐書』（列伝第一百四十二上 回鶻上、列伝第一百四十二下 回鶻下）
- コンスタンティン・ムラジャ・ドーソン（訳注：佐口透）『モンゴル帝国史1』（平凡社、1976年）
- 小松久男『中央ユーラシア史』（山川出版社、2005年、ISBN 463441340X）
- 森安孝夫『興亡の世界史05 シルクロードと唐帝国』（講談社、2007年、ISBN 9784062807050）